# Karl-Ludwig Lippert
Karl-Ludwig Lippert (* 1931; † 2006) ist ein deutscher Kunsthistoriker.
Er erstellte in der Reihe Die Kunstdenkmäler von Bayern mehrere Inventarsbände, die heute als Standardliteratur gelten. Er erfasste dabei ab der Mitte der 1960er Jahre drei ehemalige Landkreise im oberfränkischen Raum:
- Band XVII. Landkreis Naila. München 1963
- Band XX. Landkreis Stadtsteinach. München 1964
- Band XXVIII. Landkreis Staffelstein. München 1968

Sein letzter Band (Nr. XXXIV. der Inventar-Reihe) über den ehemaligen Landkreis Rehau und die Stadt Selb erschien in Zusammenarbeit mit Michael Brix mit Abstand im Jahr 1974. Alle vier Bücher erschienen im Deutschen Kunstverlag in München.
1969 erschienen von Lippert zwei Publikationen über Giovanni Antonio Viscardi.